# Jerry Hughes
Pour les articles homonymes, voir Hughes.
(en) Statistiques sur pro-football-reference
Jerry Ray Hughes Jr (né le 13 août 1988 à Sugar Land au Texas) est un joueur américain de football américain qui évolue en tant que defensive end. Il joue actuellement avec les Texans de Houston.

## Biographie

### Enfance
Hughes fait ses études à la Austin High School. Il joue alors au poste de running back et parcourt lors de sa dernière saison en 2006 au lycée, 1412 yards et inscrit dix-neuf touchdowns. Il est sélectionné dans l'équipe de la saison pour le district à cause de ses performances comme kick returner. Il joue aussi au baseball, au poste de troisième base.

### Carrière universitaire
Il entre à la Texas Christian University et l'entraineur Gary Patterson, reconnaissant de bonnes qualités athlétiques chez Hughes, lui donne le numéro 98, réservé pour les joueurs de la ligne défensive. Hughes joue alors comme defensive end.
Lors de sa première saison, il fait son premier sack contre les Black Knights de l'US Army. En 2007, il joue les treize matchs de la saison. En 2008, il devient titulaire à chaque match et enregistre quinze sacks, six fumbles provoqués et deux interceptions, marquant un touchdown sur une de ses interceptions. Pour sa dernière saison, il fait 54 plaquages et 11,5 sacks. La défense des Horned Frogs est la plus résistante de la NCAA avec 233 yards parcouru en moyenne par match contre les Frogs, ce qui est très peu. Il reçoit le Lott Trophy ainsi que le Ted Hendricks Award, et échoue pour le Bronko Nagurski Trophy en 2008 et 2009 et le Lombardi Award en 2009.

### Carrière professionnelle
Jerry Hughes est sélectionné lors du premier tour du draft de la NFL de 2010 par les Colts d'Indianapolis, au 31e choix. Il est le premier en provenance de TCU à être sélectionné au premier tour du draft depuis LaDainian Tomlinson en 2001 et le premier joueur défensif de la TCU au premier tour depuis Bob Lilly en 1961.
Il enregistre lors de sa première saison douze matchs et fait six plaquages lors de deux matchs. Cependant, Hughes fait trois saisons comme remplaçant, n'arrivant pas à se hisser à un rôle de titulaire. Le 16 novembre 2012, il est condamné à une amende de 21 000 dollars après un contact litigieux.
Le 29 avril 2013, les Colts échangent Hughes aux Bills de Buffalo contre Kelvin Sheppard. Sous ses nouvelles couleurs, il joue tous les matchs de la saison pour la deuxième fois consécutive, mais en dispute seulement un comme titulaire.